# 比西希巴赫河
50°2′16.92″N 9°13′19.53″E / 50.0380333°N 9.2220917°E

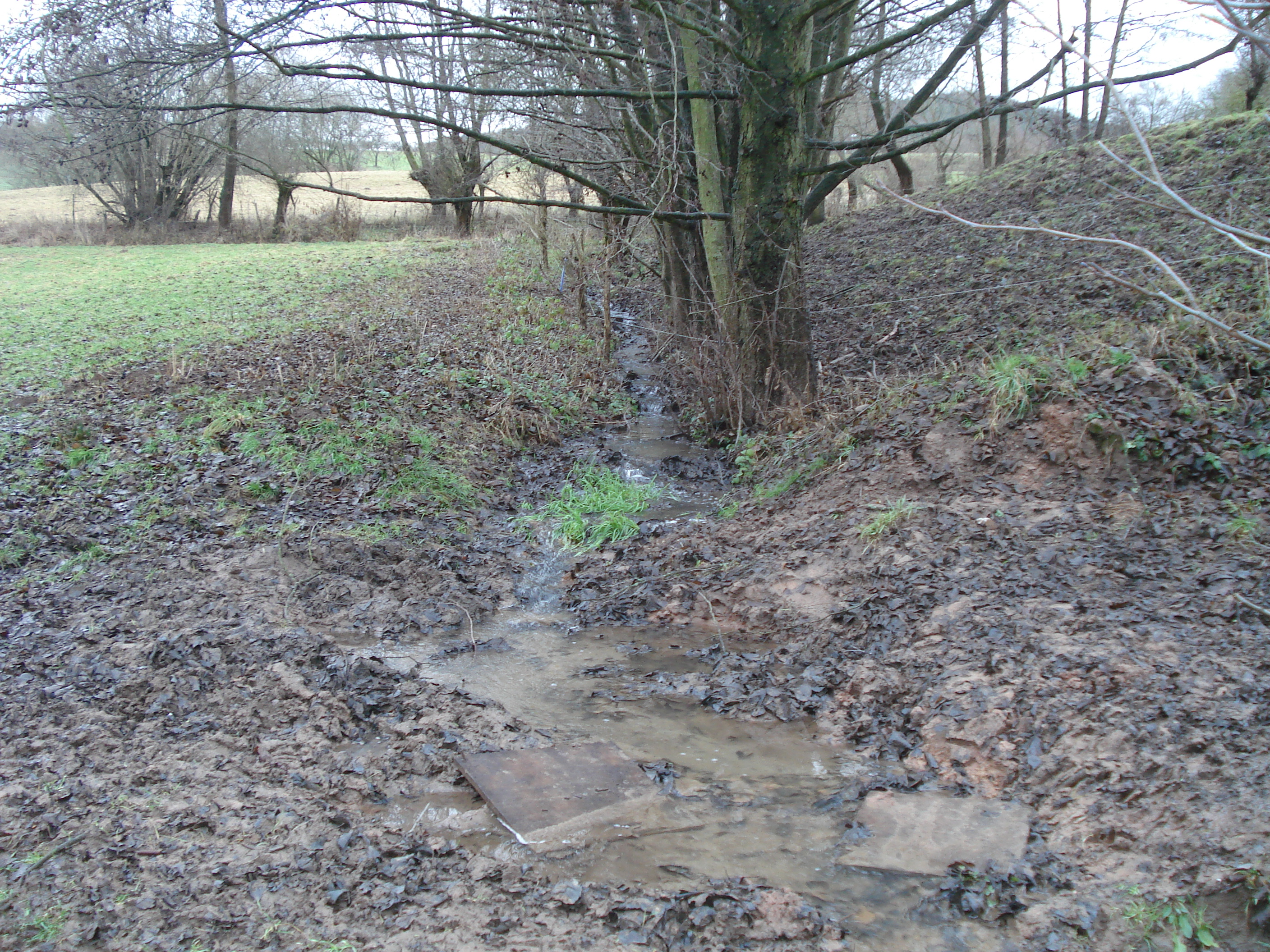
比西希巴赫河

比西希巴赫河（德語：Biesigbach），是德國的河流，位於該國東南部，由巴伐利亞負責管轄，屬於費德卡爾河的右支流，河道全長0.6公里，流域面積0.5平方公里。